# Hampton (Florida)
Hampton è un comune degli Stati Uniti d'America, situato in Florida, nella Contea di Bradford.